# Lawanikowate
Lawanikowate (Tropiduridae) – rodzina jaszczurek z infrarzędu Iguania w rzędzie łuskonośnych (Squamata), wcześniej klasyfikowanych w randze podrodziny Tropidurinae w rodzinie legwanowatych (Iguanidae).

## Zasięg występowania
Do rodziny należą gatunki występujące w Ameryce Południowej, na Karaibach i Galapagos.

## Rodzaje
Do rodziny należą następujące rodzaje:
- Eurolophosaurus Frost, Rodrigues, Grant & Titus, 2001
- Microlophus Duméril & Bibron, 1837
- Plica Gray, 1831
- Stenocercus Duméril & Bibron, 1837
- Strobilurus Wiegmann, 1834 – jedynym przedstawicielem jest Strobilurus torquatus Wiegmann, 1834
- Tropidurus Wied-Neuwied, 1824
- Uracentron Kaup, 1826
- Uranoscodon Bonaparte, 1832 – jedynym przedstawicielem jest Uranoscodon superciliosus (Linnaeus, 1758)